# For dear
「for dear」 (フォー ディア) は、日本のロックバンドの黒夢のメジャーデビューシングル。

## 概要
テレビ朝日「Jリーグ A GOGO!!」オープニング曲。本曲はライブで長らく演奏されておらず、『EMI 1994〜1998 BEST OR WORST』などのメンバー主導で選曲されたベストアルバムにも収録されなかったが、2014年1月29日、「黒と影」日本武道館公演にて約18年振りに披露された。

## 収録曲
| 全作詞: 清春、全作曲: 臣、全編曲: 黒夢。 |              |      |            |      |
| #                                        | タイトル     | 作詞 | 作曲・編曲 | 時間 |
| 1.                                       | 「for dear」 | 清春 | 人時       | 4:42 |
| 2.                                       | 「& Die」    | 清春 | 臣         | 3:37 |